# Teatinos (Oviedo)
Teatinos es un barrio perteneciente al distrito 6 de la ciudad de Oviedo, en el Principado de Asturias, España. El barrio lleva su nombre en honor de los monjes teatinos. Está situado al nordeste de la ciudad, junto a la entrada de la autopista «Y» que une la capital con Avilés y Gijón, en el tramo que ha sido integrado como bulevar y para el que existen distintos proyectos de naturalización e integración con la ciudad.

## Demografía
Según las estadísticas del Ayuntamiento de Oviedo correspondientes al padrón municipal el barrio o contaba a fecha 31 de mayo de 2023 con 15.305 habitantes.
| Población 2022 | Población 2023 | Población 2024 |
| -------------- | -------------- | -------------- |
| 15.085         | 15.385         | 15.653         |

## Lugares de interés

### San Julián de los Prados
Teatinos es conocido por la iglesia prerrománica de San Julián de los Prados (Santullano), que data de principios del siglo IX, y que desde 1998 es Patrimonio de la Humanidad. En su entorno se encuentra el parque de San Julián de los Prados, el cuarto más extenso de la ciudad con 17.235 m².

### Hospital Universitario Central de Asturias (HUCA)
En la parte norte y en los terrenos del antiguo Hospital Psiquiátrico de La Cadellada, se encuentra el nuevo Hospital Universitario Central de Asturias (HUCA), inaugurado en enero de 2014 y finalizado el operativo de traslado del antiguo Hospital el 17 de junio de 2014. En el complejo hospitalario se encuentra, además, el Instituto Nacional de Silicosis, el Instituto de Investigación Sanitaria del Principado de Asturias, el Laboratorio de Salud Pública del Principado de Asturias y el parque de La Cadellada.

### Montenuño
Montenuño es un complejo residencial singular construido en 2010 y diseñado por el arquitecto español Salvador Pérez Arroyo.

### La Torre de Teatinos
Con 21 plantas, la conocidacida como «Torre de Teatinos», del arquitecto Julio Galán Gómez, es el edificio más alto de la ciudad.

### Edificio Traval
Edificio de 1957 proyectado por el arquitecto Ignacio Álvarez Castelao.

### Urbanización Costa Verde
Urbanización de los años 50 del siglo XX proyectada por el arquitecto Francisco Somolinos.

### Avenida del Mar 7
Edificio de 1957 proyectada por los arquitectos Francisco Somolinos y Federico Somolinos.

### Grupo Brigadier Elorza
Primer bloque obrero de promoción interna construido en Oviedo, edificado entre los años 1926 y 1929.

### Grupo Santa Bárbara
Construida en 1955 para alojar a trabajadores de la Fábrica de Armas de Oviedo, forma parte del Catálogo Urbanístico del Concejo de Oviedo.

### Colonia Ceano
La Colonia Ceano, desarrollada durante los años 1939 a a 1943, forma parte del Catálogo Urbanístico del Concejo de Oviedo.

### Otros puntos de interés
En Teatinos estuvo el campo de fútbol del Real Club Deportivo Oviedo, que tras su fusión con el Real Stadium Club Ovetense dio lugar a la fundación de un nuevo club, el Real Oviedo, que disputó allí la primera temporada oficial en el año 1927 y continuó hasta el 24 de abril de 1932, fecha en la que se inauguró el estadio de Buenavista.
Inaugurado en 2002 y construido en los terrenos que ocupaba el antiguo matadero, cerca de la iglesia de San Julián de los Prados, se encuentra el centro comercial Los Prados. Cerca de él, se encuentra el centro de estudio de Santullano.

## Transportes públicos

### Autobús
Se encuentra conectado por las líneas de autobús urbano C, D, E, F, M, V y BÚHO de TUA y por varias líneas de autobús interurbano de la CTA que tiene parada, origen o destino en el barrio. Además, se encuentra localizado próximo a la estación de autobuses de Oviedo.

#### Estación de autobuses de Oviedo
Cuenta con diferentes destinos regionales, nacionales, internacionales y conexión directa con el aeropuerto de Asturias.

### Tren
Teatinos se encuentra comunicado por ferrocarril encontrándose localizado entre la estación de Oviedo y la estación de La Corredoria. 

#### Estación de Oviedo
La estación de Oviedo cuenta con servicios de cercanías encontrándose en el centro del núcleo de cercanías de Asturias y formado parte de la línea C-1 (Gijón - Puente de los Fierros), la línea C-2 (Oviedo - El Entrego) y la línea C-3 (Oviedo - San Juan de Nieva) de Renfe Cercanías y de la línea C-5a (Oviedo - Gijón), la línea C-6 (Oviedo - Infiesto) y la línea C-7 (Oviedo - San Esteban de Pravia) de Renfe Cercanías AM.
Cuenta con servicios regionales formando parte de la línea R24 (Gijón - León) Regional de Renfe Media Distancia y de la línea R-1f (Oviedo - Ferrol) y la línea R-2f (Oviedo - Santander) de Renfe Cercanías AM.
La estación dispone además de servicios Alvia de larga distancia y alta velocidad con conexión directa a Madrid, Alicante y Castellón, estando previstos próximamente servicios AVE.

#### Estación de La Corredoria
La estación de La Corredoria cuenta con servicios de cercanías formado parte de la línea C-1 (Gijón - Puente de los Fierros) y la línea C-3 (Oviedo - San Juan de Nieva) de Renfe Cercanías y de la línea C-5a (Oviedo - Gijón ) y la línea C-6 (Oviedo - Infiesto) de Renfe Cercanías AM.

## Espacios públicos

### Bulevares
- Bulevar de Santuyano 

### Plazas
- Plaza Luis Ruiz de la Peña

### Jardices
- Jardines de Montenuño

### Parques
- Parque de San Julián de los Prados

- Parque de La Cadellada 

- Parque Juan Antonio Álvarez Rabanal

### Parques infantiles
- Parque infantil Sabino Fernández Campo

- Parque infantil Juan Antonio Álvarez Rabanal

- Parque infantil de Montenuño

- Parque infantil de Costa Verde

## Equipamientos públicos

### Educación
- Escuela de Educación Infantil El Rubín

- Escuela de Educación Infantil Montenuño

- Centro de Estudios Santullano

### Salud
- Centro de salud de Teatinos

### Deportes
- Complejo deportivo Jorge Egocheaga

### Bienestar
- Centro social de Teatinos

## Fiestas
Las fiestas del barrio acontecen a finales de agosto hasta el 31, día del reparto del bollu. Además, en las fiestas de San Mateo de 2009, el barrio contó con los populares chiringuitos, en la primera vez que se autorizaba la instalación de estos establecimientos fuera de la zona centro de la ciudad.